# ABC Kni’sicza

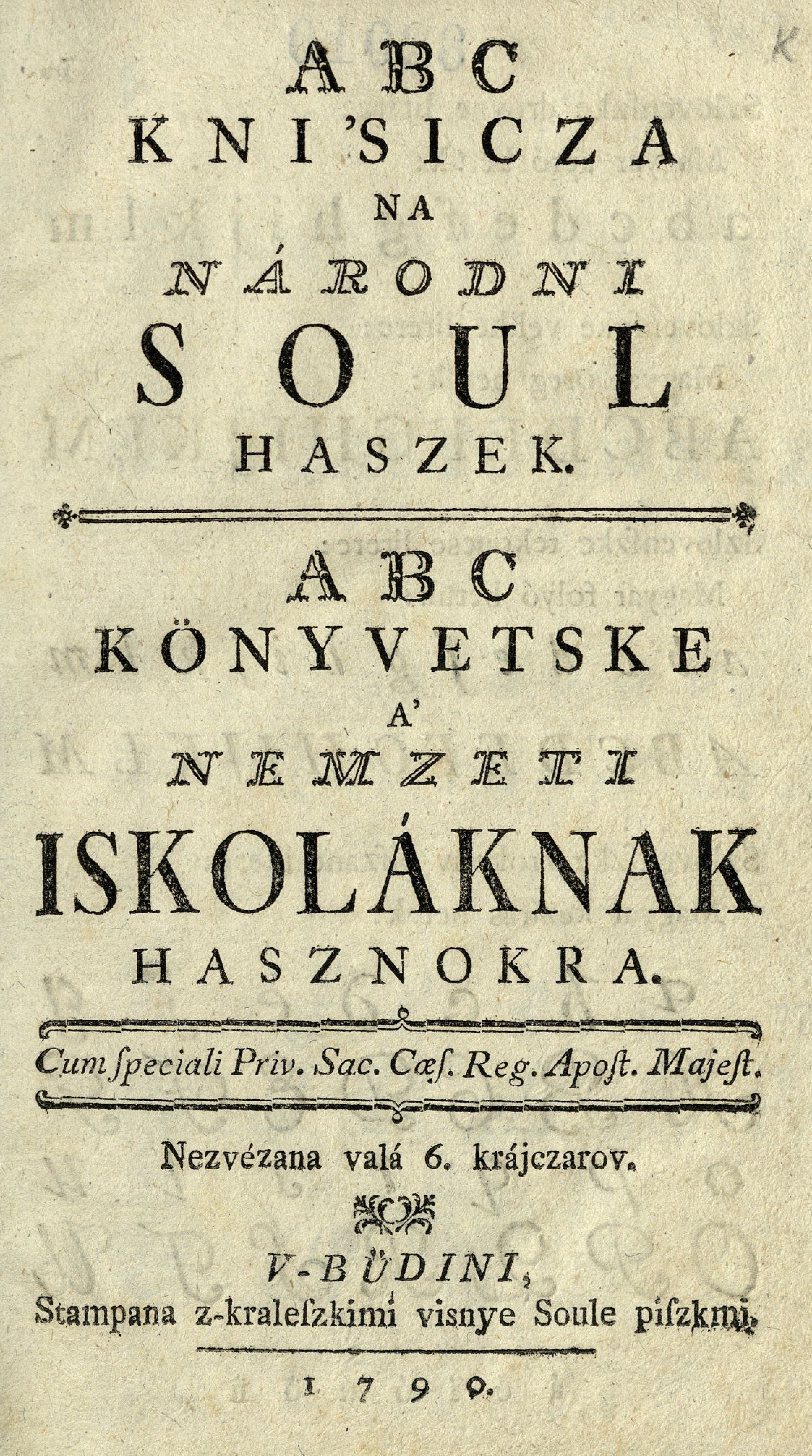
Az ABC könyvecske első eredeti kiadása.

ABC Kni'sicza teljes nevén ABC Kni'siczana narodni soul haszek, az eredeti magyar név ABC könyvetske a nemzeti iskoláknak hasznokra. Ábécés-könyv, amit Küzmics Miklós római katolikus kancsóci plébános készített a 18. század végén.